# Beyond the Ice Palace 2
Beyond the Ice Palace 2 est un jeu vidéo de plates-formes développé par StoryBird Studio et édité par PixelHeart. Le jeu sort le 13 mars 2025 sur Windows, PlayStation 4, PlayStation 5, Xbox One, Xbox Series et Nintendo Switch. Le jeu fait suite à Beyond the Ice Palace, sorti en 1988.

## Trame
L’histoire prend place dans un royaume ravagé par les forces du mal. Le joueur incarne un ancien héros devenu roi après avoir défait une puissante sorcière. Chaque année, une flèche bénie envoyée par les dieux lui assurait longévité et pouvoir. Mais un jour, une flèche corrompue le frappe, le condamnant à la damnation. Ressuscité des profondeurs, il entreprend une quête pour retrouver les fragments des flèches célestes, briser sa malédiction et restaurer l’ordre dans son royaume.

## Système de jeu
Beyond the Ice Palace 2 est un jeu de plates-formes 2D à défilement horizontal. Le joueur incarne le « Roi Maudit », un ancien héros ressuscité, chargé de retrouver les fragments de flèches célestes dans un royaume corrompu et utilisant des chaînes pour attaquer les ennemis, interagir avec l’environnement et progresser dans les niveaux.
Contrairement à son prédécesseur qui comportait seulement 3 niveaux et s'inspirait du gameplay de Ghosts 'n Goblins, ce second opus est plus long et cherche son inspiration chez la série des Castlevania.